# Divisió de Konkan

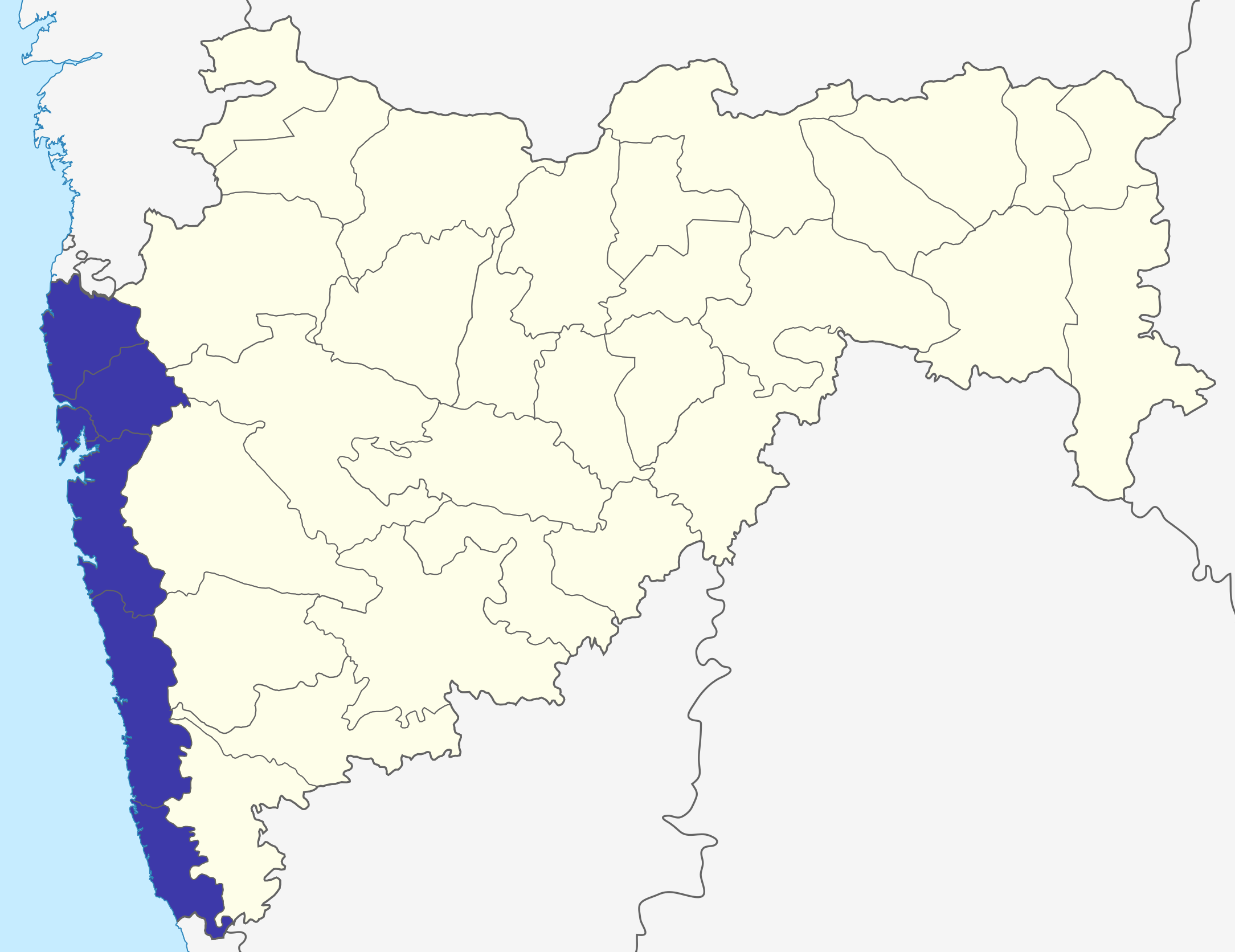
Ubicació de la Divisió de Konkan

La divisió de Konkan és una de les entitats administratives de l'estat de Maharashtra a l'Índia; inclou la ciutat de Bombai i els dos districtes que inclou aquesta. La superfície és de 30.746 km² i la població (cens del 2001) de 24.807.357 habitants. Els districtes que la integren són: Mumbai, Mumbai Suburbà, Raigad (abans de 1981 anomenat districte de Kolaba), Ratnagiri, Sindhudurg (segregat de Ratnagiri), i Thane o Thana.